# Korallorangelav
Korallorangelav (Caloplaca herbidella) är en lavart som först beskrevs av Hue, och fick sitt nu gällande namn av Hugo Magnusson. Korallorangelav ingår i släktet orangelavar och familjen Teloschistaceae.  Arten är reproducerande i Sverige. Inga underarter finns listade i Catalogue of Life.